# Wii Mini
La Wii Mini (stylisée Wii mini) est une variante compacte de la console de jeux vidéo Wii de Nintendo. Elle est annoncée le 27 novembre 2012 et commercialisée le 7 décembre 2012 au Canada et le 22 mars 2013 en Europe.

## Caractéristiques
La Wii Mini possède une surface noire mat avec une bordure rouge. Elle utilise un lecteur de disque optique avec capot, contrairement au lecteur mange-disque utilisé par les premiers modèles. Ce type de lecteur optique est également utilisé pour la Dreamcast, la GameCube et diverses consoles PlayStation de Sony. Les boutons Power et Eject sont également situés sur la surface haute de la console, ce qui rend la bordure rouge "seamless" sur le devant et les côtés de la console. Tous les ports de connexion sont situés à l'arrière.
À sa sortie, aucun jeu n'est fourni avec la console. C'est la première fois que cela se produit en Amérique du Nord pour une console Wii. Toutefois, le jeu Mario Kart Wii est inclus avec l'ensemble canadien de la Wii Mini à partir du 18 septembre 2013.
La console ne fournit aucun support pour les jeux et accessoires GameCube. De plus, elle ne peut se connecter à Internet, car elle n'est pas  équipée de module Wi-Fi et n'est pas compatible avec l'adaptateur LAN Wii. Par conséquent, le jeu en ligne, les jeux Console Virtuelle, WiiWare et autres chaines additionnelles (Internet, Jour de chance, Youtube...) disponibles uniquement en téléchargement sont indisponibles sur ce modèle.
Celui-ci exclut aussi le lecteur de cartes SD, limitant ainsi son espace de stockage et la possibilité de transférer des données à une autre Wii ou Wii U. Une seule prise USB est disponible au lieu de deux comme sur les précédents modèles. Celle-ci permet de connecter certains accessoires de jeu, tel un micro. En revanche, l'accessoire Wii Speak n'est plus reconnu.
Cette console est compatible avec les câbles composite, fournis, et RVB. Toutefois, ce dernier fournit la même qualité d'image que le composite, ce modèle Mini ne proposant qu'un seul type d'affichage. Le câble composante, quant à lui, n'est pas compatible, le mode d'affichage 480p ayant également été supprimé.

## Difficulté technique
Le jeu The Legend of Zelda: Skyward Sword contient un bug empêchant les joueurs de continuer l'aventure s'ils ne la parcourent pas dans un ordre bien précis. Jusqu'à présent, ce bug pouvait être facilement corrigé grâce à la Chaine mise à jour des données Zelda Skyward Sword disponible en téléchargement sur la Boutique Wii. Malheureusement, dépourvue de connectivité Internet et n'ayant pas cette chaîne installée par défaut, la Wii Mini doit obligatoirement être envoyée chez Nintendo si son propriétaire a rencontré le bug durant une partie et souhaite conserver son avancée dans le jeu.